# Pseudosparna paulista
Pseudosparna paulista es una especie de escarabajo longicornio del género Pseudosparna, categorizada en la tribu Acanthocinini, de la subfamilia Lamiinae. Fue descrita por Santos-Silva & Monné en 2023.
Mide 6,35 mm de longitud. Se distribuye por América del Sur: Brasil.